# Soy o no soy
Soy o no soy (título original: To Be or Not to Be) es una película estadounidense de 1983 dirigida por Alan Johnson, producida por Mel Brooks y protagonizada por Brooks, Anne Bancroft, Tim Matheson, Charles Durning, Christopher Lloyd y José Ferrer. El guion fue escrito por Ronny Graham y Thomas Meehan, basados en la historia original creada por Melchior Lengyel, Ernst Lubitsch y Edwin Justus Mayer. La película es un remake de Ser o no ser de 1942.

## Reparto
| Actor             | Personaje                     |
| ----------------- | ----------------------------- |
| Mel Brooks        | Frederick Bronski             |
| Anne Bancroft     | Anna Bronski                  |
| Charles Durning   | Coronel de la S.S. Erhardt    |
| Christopher Lloyd | Capitán de la S.S. Schultz    |
| Tim Matheson      | Teniente Andrei Sobinski      |
| José Ferrer       | Profesor Siletski             |
| Ronny Graham      | Sondheim, director de escena  |
| Estelle Reiner    | Gruba                         |
| Jack Riley        | Dobish                        |
| Lewis J. Stadlen  | Lupinsky                      |
| George Gaynes     | Ravitch                       |
| George Wyner      | Ratkowski                     |
| Earl Boen         | Dr. Boyarski                  |
| Ivor Barry        | Gral. Hobbs                   |
| William Glover    | Mayor Cunningham              |
| James Haake       | Sasha                         |
| Marley Sims       | Rifka                         |
| Max Brooks        | Hijo de Rifka                 |
| Larry Rosenberg   | Esposo de Rifka               |
| Milt Jamin        | Soldado de la Gestapo         |
| Wolf Muser        | Sargento de escritorio        |
| Henry Brandon     | Oficial Nazi                  |
| Tucker Smith      | Payaso de Klotski             |
| Curt Lowens       | Oficial de aeropuerto         |
| Terence Marsh     | Oficial británico sorprendido |
| Paul Ratliff      | Oficial naval                 |
| Scott Beach       | Narrador                      |

## Recepción
Vincent Canby le dio una calificación favorable escribiendo para The New York Times, refiriéndose a la cinta como "increíblemente divertida". Roger Ebert se refirió a Mel Brooks afirmando: "combina un musical entre bastidores con un romance de guerra y se presenta con una comedia ecléctica que va en varias direcciones, por lo general con éxito". Cuenta con un 63% de aprobación en Rotten Tomatoes.